# Michael Young (football américain)
Pour les articles homonymes, voir Michael Young et Young.
(en) Statistiques sur pro-football-reference
Michael David Young (né le 21 février 1962 à Hanford) est un joueur professionnel de football américain qui évoluait au poste de wide receiver. Il est actuellement vice-président des Colorado Crush dans l'Arena Football League.